# Legendia
Legendia (Voorheen het Silezisch attractiepark (Pools: Śląskie Wesołe Miasteczko)) is een pretpark gelegen in het Silezisch Cultuur- en Recreatiepark in de stad Chorzów, Polen. Het pretpark heeft een oppervlakte van 26 ha. In 2012 werd het park bezocht door 212.511 mensen. In 2016 werd de naam van het park veranderd in Legendia Silezisch attractiepark.

## Attracties

### Achtbanen
| Naam            | Type            | Bouwjaar | Foto |
| --------------- | --------------- | -------- | ---- |
| Diabelska Pętla | Stalen achtbaan | 2007     |      |
| Cyklon          | Stalen achtbaan | 2000     |      |
| Kosmos coaster  | Stalen achtbaan | 2000     |      |
| Lech Coaster    | Stalen achtbaan | 2017     |      |

### Andere attracties
- Zjazd do wody
- Enterprise
- Flic Flac
- Sky Flyer
- Mix Machine
- UFO
- Tagada
- Pałac Sensacji
- Twister
- Łabędzie
- Samochody elektryczne
- Gwiazda Duża
- Samoloty duże
- Beczka śmiechu
- Apollo 2000
- Ballerina

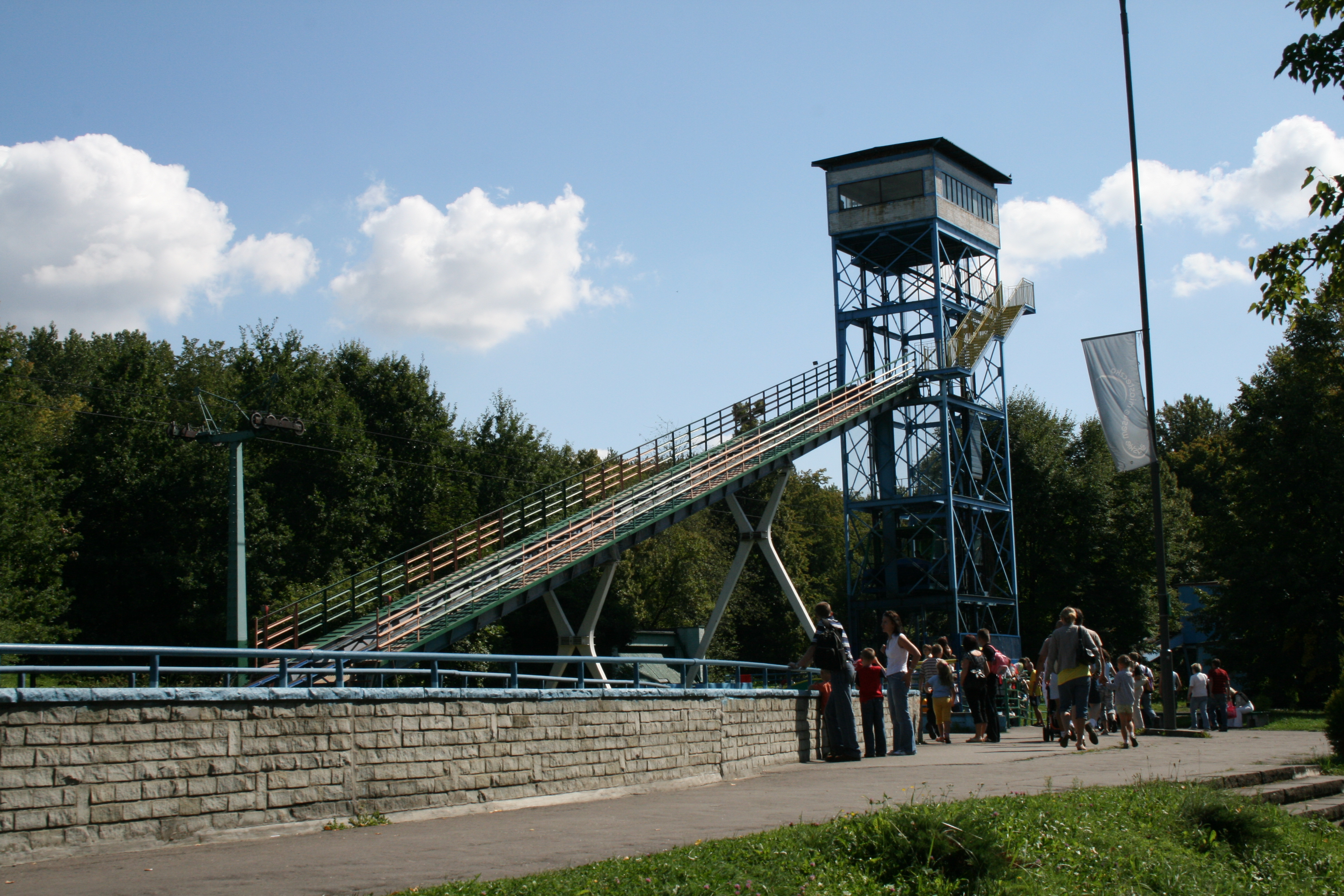
Zjazd do wody Chorzow
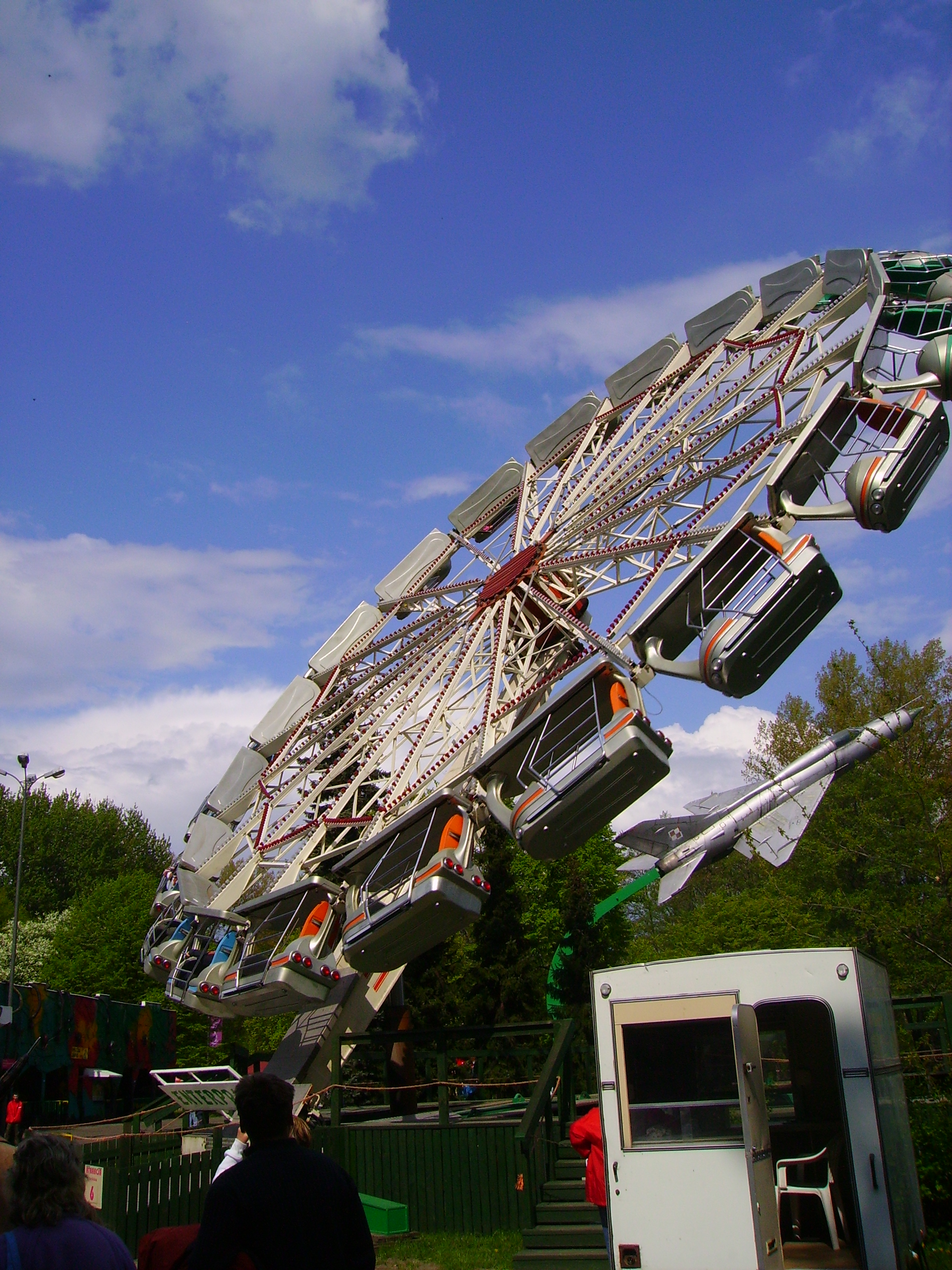
Enterprise
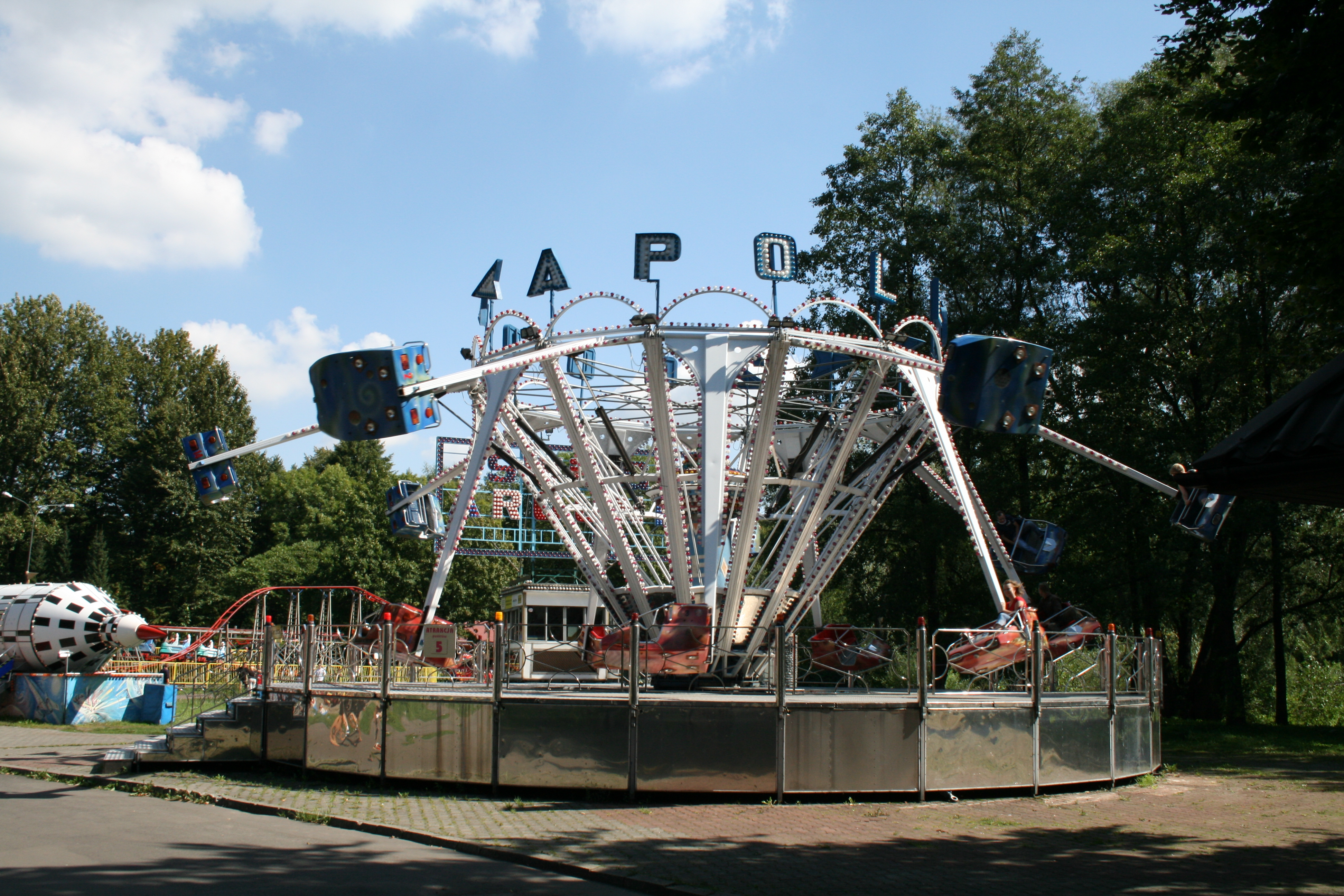
Apollo 2000
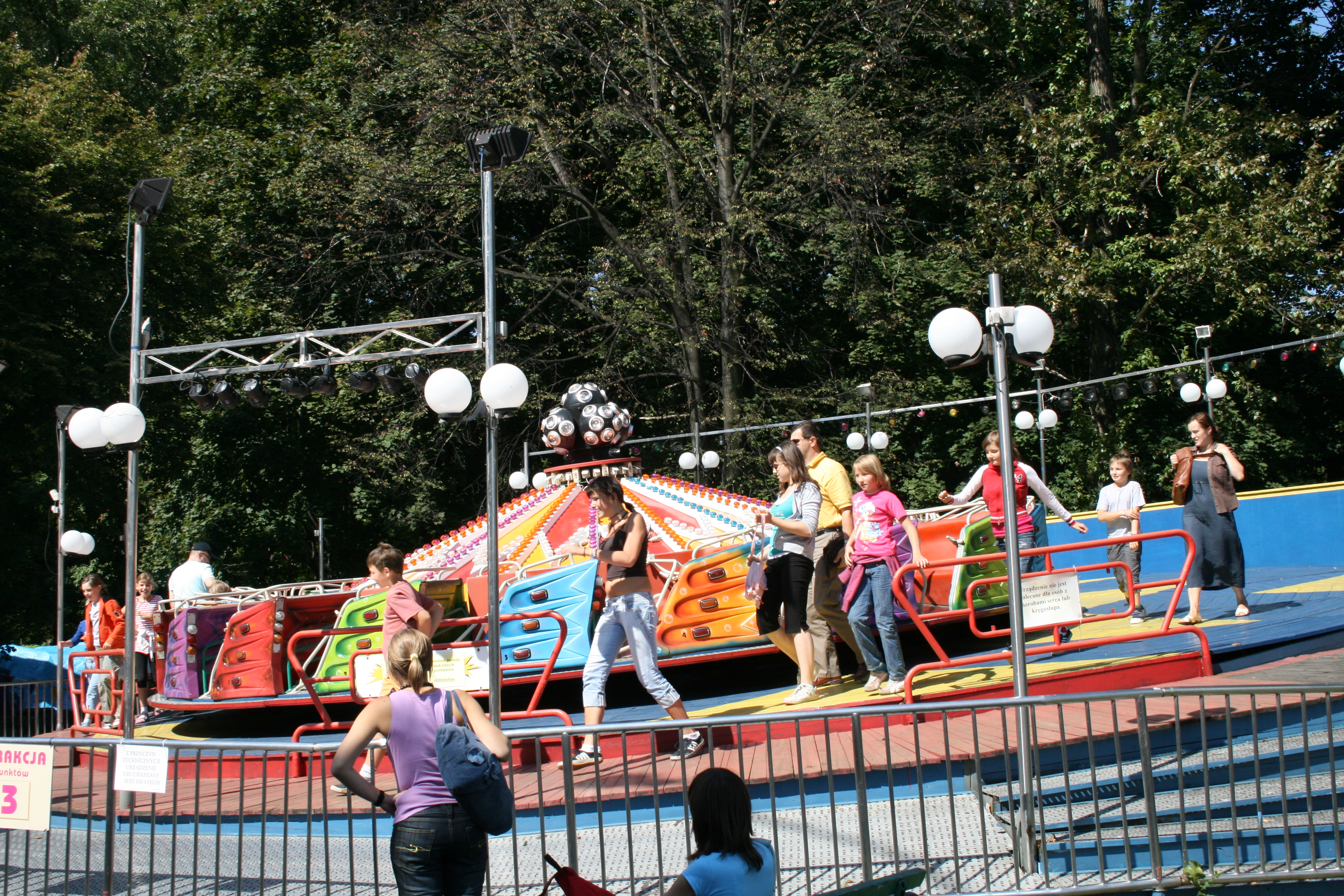
Ballerina